# 不知火村
不知火村（しらぬひむら）は、熊本県の中部に位置していた村。

## 地理
- 河川：浦上川

## 歴史
- 1889年4月1日 - 町村制実施に伴い、浦上村、御領村、柏原村、小曽部村、伊牟田村が合併し不知火村が成立。
- 1899年3月30日 - 長崎村、高良村と合併し不知火村となる。
- 1954年10月1日 - 大字伊無田が宇土市に編入。
- 1956年9月30日 - 松合町と合併し、不知火町となる。

## 著名な出身者
- 寺本広作